# Православна церква в Черничині

## Історія
Перша згадка про церкву в Черничині походить з 1430 року.
Існування католицького костелу святого Михайла Архангела в Черничині ведеться з часів Ягелонів. В 1440 році приєднано цей костел в характері філії до фари грубешівської. Існування костела в Черничині підтверджує документ з 1548 року. В 1589 році зліквідовано парафію католицьку з причин дуже малої кількості віруючих. Будинок костелу згорів в 1616 році і на його місці збудовано ще одну церкву, а територію католицької парафії з Черничина приєднано в 1629 році до парафії в Грубешові.
Люстрація з 1661—1665 років нотує тут пусту церкву без священика.
В 1713 році в Черничині була посвячена дерев'яна церква Богоявлення
В 1760 році існувала в Черничині парафіяльна дерев'яна церква Богоявлення, належала до грубешівського деканату.
Нову дерев'яну церкву збудували в 1771 році. Стояла вона на так званому «бурячаному майдані» — ближче до перехрестя доріг від сучасної святині. Після перевірки занотовано, що до церкви належало 1,5 лана поля, 2 городи та луг на «10 косарів». Біла хата священика мала 3 вікна та веранду, дерев'яні сіни, а також пекарню з 3 вікнами та 2 лавками. Збоку стояла стодола, повітка, стайня, два малі хліви й комора.
Всі будинки господарчі були збудовані з дерева та вкриті соломою .
В XVIII столітті була в селі каплиця, про яку згадують джерела в 1726 i 1772 роках.;
В 1816 році парафія в Черничині разом з філією в Масломечах належала до Грубешівського деканату, Холмської дуєцезії і нараховувала 1218 вірян, з яких до сповіді надавалося 890 вірян.
Серед міжконфесійних суперечок варто відзначити суперечку між селянами греко-католицької віри сіл: Черничин, Богородиця (пол. Brodzica), Побережани, Дяконів (пол. Dziekanów), Шпіколоси (пол. Szpikolosy), Ярославець (пол. Jarosławiec), Бусенець (пол. Busieniec), Путновиць і парохом костелу римо-католицького в Грубешові. Суперечка полягала на тому, що селяни греко-католицької віри відмовлялись платити десятину на римо-католицький костел в Грубешові. Ця справа почалася 12.12.1827 року і пройшла через всі інстанції Люблінської Воєводської Комісії, Комісії Внутрішніх та Духовних Справ, Адміністративної Ради і дійшла до самого намісника російського царя у Варшаві князя Паскевича І. Ф. Після чергового перегляду всієї справи було представлено рапорт Адміністративній Раді від 24.06.1833, який підтримав всі рішення попередніх комісій і зазначив, що вимагання греко-католиків безпідставні і наказував місцевій владі примусити до врегулювання цієї данини або укласти добровільну угоду поміж греко-католицькою громадою і парохом римо-католицьким. Це рішення затвердив сам намісник у липні 1833 року, про що були повідомленні селяни через Державний Секретаріат при Адміністративній Раді.

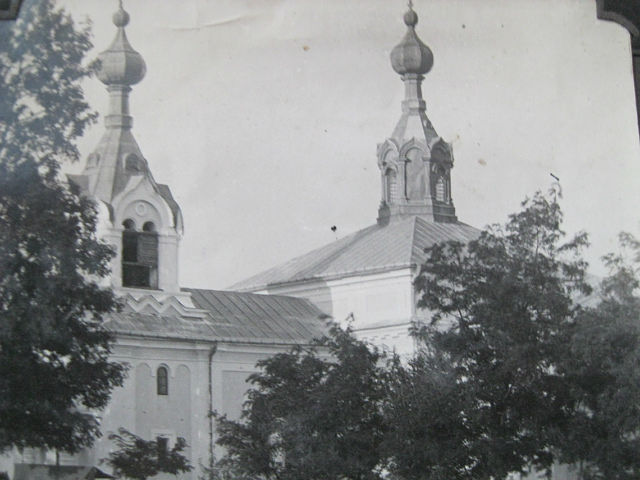
с. Черничин. Церква Всіх Святих з 1870 р. 30-ті роки XX ст.

Але справа на цьому не закінчилася. Тим разом уже римо-католицький парох з Грубешова Фелікс Трущинський почав скаржитися до намісника, що греко-католицька громада і надалі не має наміру виконувати рішення намісника. Через що Адміністративна Рада змушене була 21.11.1833 року знову вернутись до розгляду цієї справи. І 03.12.1833 року після чергового перегляду рішення Комісії Внутрішніх та Духовних Справ від 24.06.1833 року розділила цю справу на два аспекти: 1) чи селяни, котрі належать до громади, мають платити десятину; 2) кому служить право побирати десятину. Якщо до першої половини справи не було ніяких питань щодо сплати податку, то в другій частині Адміністративна Рада ухвалила рішення, що десятина повинна бути віддавана парохам місцевим греко-католицької віри, котрі зобов'язані до релігійного богослужіння в Грубешівській гміні. Але і це рішення не розв'язало остаточно спору і справа тягнулася ще кілька років.
В Черничині деканом греко-католицької церкви був тоді Михайло Хилевський.
В 1840 році до складу греко-католицької парафії входили: Черничин, Козодави, Метелін, Масломичі (пол. Masłomęcz) і Черничинок. Налічувала парафія тоді 1820 віруючих.
У 1862 році Черничинська парафія вже нараховує 1898 вірян.
В 1870 розпочато будівництво в Черничині — нової мурованої церкви Всіх Святих греко-католицького обряду.

## Примусове обернення у православну віру

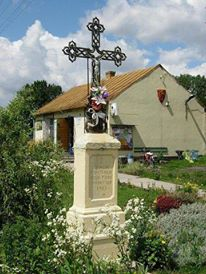
Придорожний хрест в Черничині з написом «СПАСИ ГОСПОДИ ЛЮДИ ТВОЯ 19 ОКТЯБР 1905».

Щоб зменшити вплив римо-католицької церкви на суспільне життя в Польщі після Січневого повстання 1863—1864 років, царським урядом було ухвалене рішення про примусове обернення у православну віру греко-католиків Холмщини.
16.12.1871 року о. Маркелл (Попель), виконуючи функцію адміністратора Холмської єпархії, видав циркуляр № 32, наказуючи обов'якове св'яткування днів св. Миколая, св. Івана Богослова, св. Івана Хрестителя при одночасній забороні згадування св. Йосафата та обходження свят Непорочного зачаття Діви Марії, Свята Тіла і Крові Христових. Надзвичайний комітет до справ Холмської єпархії в червні 1872 поставовив, що в місцевостях, де місцеві сили порядку не будуть у стані опанувати ситуацію, — інтервенює військо. На початку 1873 року Попель ухвалив рішення про впровадження протягом 3 місяців до парафій греко-католицьких літургію цілком засновану на російському зразку. Такі рішення адміністратора дієцезії зустріли протест кількох десятків священників, котрі попросили до звільнення їх із займаних посад пробощів. Інші збойкотували постанову циркуляру. Обидві групи в кінцевому випадку втратили свої парафії.
Така ж ситуація сталася і в Черничині. Після святкування забороненого Свята Тіла і Крові Христових в червні 1872 року пробоща з Черничина Миколу Себовича було звинувачено священиками-москофілами (Маркелл Попель, Йосип Войціцький, Іполіт Криницький, Лаврівський, Цибик, Хойнацький, Гошовський), котрі були членами єпархіального духовного суду, в :
- недотримуванні обов'язків та порядку в проведенні служби божої;
- нерегулярному веденні проповідей та катехизації;
- веденні в парафії церковних молитов не на староцерковнослов'янській мові;
- неправильному веденні церковного співу хору під час служб.

В листі від Холмської єпархіальної консисторії № 1552 від 09.10.1872 року до пробоща парафії Черничина о. Миколи Себовича зазначалося, що «влада отримала відомість, що Ви не звертаючи уваги на розпорядження духовної влади від дня 16.12.1871 року № 32 про обходи в Холмській дієцизії святкових днів, в біжучому році святкували згідно обряду латиського урочистість Свята Тіла і Крові Христових з цілою латинсько-польською церемонією. Внаслідок цього, дієцизіальний консистор дня 27.06.1872 № 1411 наказав грубешівському декану дізнатися про згаданий Ваш вчинок. З Ваших вияснення від 05.07.1872 № 140, представленого деканові разом з рапортом від 10.07.1872 № 148, виявляється, що ви не визнаєте обов'язку підпорядкуванню наказу духовній владі від 16.12.1871 р. № 32; що Ви невірні подвійній присязі, на яку в Вашому поясненні Ви спираєтесь, оскільки не виконуєте розпорядження існуючої влади дієцизиальної; що Ви виходите з засад „священик для парафії, а не парафія для священика“ і готові виконувати всілякі протиправні вимоги своїх парафіян, тому що дозволяєте їм управляти собою, тоді коли Ви повинні управляти ними, навчати та спонукувати до поважання та виконання наказів духовної і цивільної влади; що ви не виконуєте найсвятішого обов'язку пастиря, не навчаючи повірених Вам парафіян наказів віри та моральності при допомозі проповідей та катехизації. Розглянувши все це, дієцизиальний духовний суд на згаданих зборах дня 31.08.1872 року, визнав Вас винним у навмисному і визнаному спротиві розпорядженням духовної влади та невиконанні правових обов'язків пастиря, за що видано вирок — усунення Вас від обов'язків пробоща черничинської парафії і заслання на поправу до Радечниці, з тим, щоб у випадку висловленого каяття і оголошення з Вашої сторони готовності підпорядкуватися постановам духовної та цивільної влади — надати Вам іншу, менш значну парафію. Адміністратор Холмської дієцизії, кафедральний канонік (підписано) Попель. За секретаря (підписано) о. Ф. Троць.»
На таке рішення членів дієцезіального духовного суду — декан грубешівського деканату о. І.Міхайловський направив лист від. 09.01.1873 р., до о. М.Себовича
«Декан грубешівського деканату, село Дяконів, дня 9 січня 1873 р. № 3.
до Його Приподобія пробоща парафії Черничина о. Миколи Себовича.
На підставі рішення влади дієцезіальної від дня 30 грудня 1872 р. № 2709 при цьому передає вирок цієїж влади від дня 9 жовтня 1872 р. № 1552, на силі якого від дня 14 січня 1873 року забороняється Вашому Преподобію виконувати в межах Холської дієцизії всіх обов'язків духовного стану, негайно та без жодного спротиву підпорядковатися вироку духовної влади і відправитися до Радечниці, де від дня прибуття буде виділено 150 російських рублів на річне утримання. Парафіяльну та церковну власність, а також всі церковні документи віддати пробощові парафії Сліпче о. Ф.Куркевичу, (підписано) о. Міхайловський»..
Люди, свідомі такого вироку, говорили, що він був заснований на сфальшованих доказах та зробив сильне враження на парафіян, котрі як тільки дізналися про зміст вироку, зібралися біля плебанії та обступили її, щоб ще раз побачити свого священика, який протягом 30 років був для них батьком, приятелем і доброчинцем. Обурення в Черничині, викликане несправедливим вироком, протягом кількох тижнів було таке велике, що більшість парафіян грозилася, що не дозволить нікому доторкнутися до свого пробоща і весь час його пильнували. Нічому це не помогло, і не переконування, і не просьби о. М.Себовича, який будучи переконаний, що такі виявлення ознак прихильності зі сторони парафіян, йому самому не допоможуть, а тільки можуть принести невинних жертв, на які російська влада тільки чекає, щоб їх тільки скривдити та окрасти, і для цього зі страху перед нещасними випадками, вирішив уночі прослизьнути тихо, що йому щасливо вдалося. Не згодився перейти на православ'я та виїхав на початку 1874 року до Галичини — отримав там у 1874 році греко-католицьку парафію в Медиці, в Перемишльській єпархії.
Віруючі переставали відвідувати церкви, деякі зустрічалися по домах для спільної молитви. Священників, прихильних православній вірі не впускали до святинь або випроваджували з церкви під час богослужіння. Ховано ключі від церкви. Згідно з попередніми інструкціями в таких ситуаціях втручалося військо, примушуючи до відкриття церков і відправлення набоженств згідно православного обряду. Таке втручання військових часто закінчувалося загибеллю мирян і їх священників, до непокірних застосовувалися штрафи, ув'язнення, заслання, покарання різками. Проекти нових греко-католицьких церков поправляли під стиль візантійсько-слов'янський (звідси такий вигляд церкви в Черничині). На перебудову церкви в Черничині було обкладено контрибуцією католицького ксьондза в Грубешові.
Не звертаючи уваги на репресії, опір греко-католиків ще тривав протягом 1874 року.
Священник Іоанн Міхайловський, що був деканом грубешівського деканату в Дяконові (пол. Dziekanów) і на початку ставився негативно до православ'я та боронив греко-католицьку віру, однак далі був підкуплений і зрадив свою віру, перейшовши на православ'я з початку 1873 року. Пов'язано це з переказом про бунт греко-католиків у філіальній церкві в Шпіколосах (пол. Szpikolosy) в 1875 році, які не впустивши «христопродавця», були побиті козацькими нагайками і засудженні на тюремне ув'язнення до 3-8 місяців та заслання до Сибіру на 30 років. Скопрометованого священика перевели до Черничина. В Черничині Іоанн Міхайловський не мав дужих клопотів з віруючими. Все село смирно прийняло православну віру. Подіяли погрози втрати привілеї, які належали членам Грубешівського Аграрного Товариства Ст. Сташиця.
До лютого 1875 року духовні 7 деканатів (в тому числі і Грубешівський деканат, включаючи парафію з Черничина) з 12 деканатів Холмської єпархії греко-католицького обряду підписали прохання до царя про відновлення православ'я, підписи під якими добувалися російською владою залякуванням, хитрощами та репресіями.
13 травня/25 травня 1875 року в Грубешові прийнято до православ'я 38 духовних та 49 греко-католицьких парафій з грубешівського та томашівського повітів. В цьому часі до Черничина прибув чиновник в ескорті солдатів, щоб зачитати імператорський указ про приєднання Холмської єпархії разом з парафією села Черничин до Російської Православної Церкви. Отже, ця дата вважається датою ліквітації греко-католицької парафії в Черничині.
За часів керування парафією священиком Іоанном Міхайловським в Черничині 19.10.1905 року, на перехресті доріг Метелін — Городок та Грубешів — Долгобичів поставили придорожний хрест з написом «СПАСИ ГОСПОДИ ЛЮДИ ТВОЯ 19 ОКТЯБР 1905».

## Акції ревіндикації та полонізація
На початку 1919 році надійшов до Біскупської Курії в Любліні лист поляків, що проживали в Черничині, про передачу православної церкви на потреби католицької спільноти. Біскуп Люблінській, попросив про раду декана грубешівського, та відмовив згоди на передачу православної церкви римокатоликам.
В квітні 1919 року біскуп люблінський M. Л. Фулман на конференції деканів, зажадав від священників написання звіту стосовно віросповідування проживаючої на терені парафій людей, святинь православних, а також ґрунтів та будинків, що становить економічну інфраструктуру православної церкви. Пізніше цей звіт був направлений до міністерства релігійних конфесій і народної освіти (MWRiOP). Отож, на початок 1919 року, церква в Черничині володіла 92 моргами орної землі, 6 моргами луків, 2 будинками житловими, 7 — будинками господарчими, сервітутами — будівельними матеріалами, матеріалом для опалення будинків, огорожами, пасовищем.
В середині 1921 року існував Грубешівський православний церковний деканат, який діяв на території однойменного повіту і мав парафії у Бересті, Черничині, Матчі, Шиховичах (пол. Szychowice) і Тератині.
В 1921 році, католикі з Черничина скаржилися на православного священика Антона Ярошевіча, що усунув з наділеної йому повітовою владою частини поцерковної землі — двох католиків, що мали її в оренді від 1916 року, водночас віддаючи цю землю православним. На думку поляків, було це зроблено внаслідок того, що орендарі католикі — орали поле в день правосланого Нового Року. Зле відношення до православного священика, посилював той факт, що священник проживав в винайнятому будинку в Грубешові, а будинок в Черничені винайняв православним, ексмітуючи з нього проживаючих там каталоків.
Внаслідок ведення державної політики уряду Польщі, що до церковного майна, роздавання церковних земель католикам та колоністам, викликало велике незадовелоння серед православних віруючих. В 1924 році під час відпусту в Черничені, на тему відібраної та розділеної поміж самих католиків церковної землі виступали посли до Польського Сейму, Семен Любарскі та Сергій Хруцкій.
В 1927 році до православної парафії Черничина належало 3169 віруючих.
Після низки «заходів» з боку польської влади у 1915—1929 рр. по забезпеченню конституційних прав української меншини в ділянці свободи совісті в розпорядженні православних українців у Грубешівському повіті з довоєнних 69 залишилось 13 церков (Берестя, Черничин, Долгобичев, Дубенці, Гостинне, Грубешів, Матче, Монятичі, Підгірці (пол. Podhorce), Стрижів, Шиховичі (пол. Szychowice), Тератин, Конюхи.
Внаслідок дій польського уряду, частини церковних земель була поділена поміж місцевим католицьким населенням та осадниками з інших теренів Польщі або приділена для використання різним державним інституціям. Це привело до того, що вже 1936 році до парафії в Черничині належало тільки 9,5 гектарів землі.

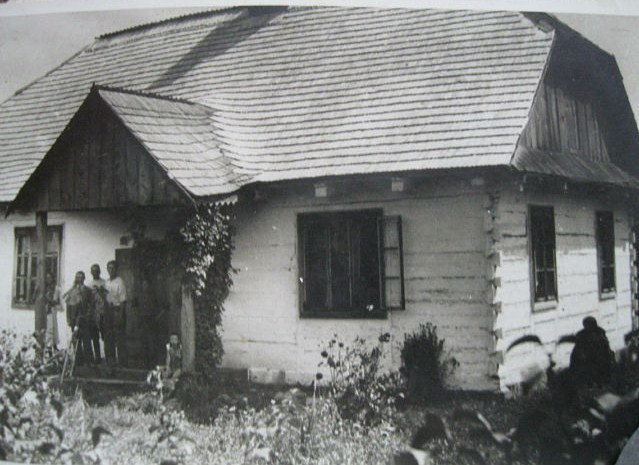
Плебаня в Черничині. 130-ті р. ХХ ст.

Від половини травня до 16.07.1938 р. урядом Польщі була проведена в рамках полонізаційно-ревіндикаційних дій акція руйнування православних церков на Холмщині та Південному Підляшші. Під час її проведення знищено, за даними Люблінського воєводського управління, 91 церкву, 10 каплиць, 26 домів молитви, тобто загалом 127 храмів. Крім цього, 3 церкви передано Католицькій Церкві, а 4 храми залишили як морги. В цей період у Грубешівському повіті розібрано 24 православних храмів: Богородиця, Верешин, Витків, Голуб'є, Гусинне, Городок, Дяконів, Жабче, Кобло, Копилів, Космів, Крилів, Ласків, Малків, Міняни, Новосілки, Пригоріле, Сліпче, Стрільці, Теребінь, Турковичі, Убродовичі, Чортовичі, Чумів.
Пробощ парафії в Черничині — Роман Гурко в звіті про місійну діяльність в парафії Черничин за березень 1939 року писав про організовувані в селах, зібрання, на яких безуспішно заохочували його парафіян залишити православну віру. Тоді до акції підключали групи, що виводились з різних середовищ: суспільні організації, роботодавці, колоністів чи звичайних сільських «покидьок», організовуючи напади, побиття або насучи доткливих шкод в господарствах православних віруючих. Тільки виключно в православних селах Масломечі та Меняни боївки не наважилися на акції вандалізму. Поліція на скарги православних селян була зовсім байдужою, ігноруючи скарги покривджених або також наказуючи їм, щоб самі затримували злочинців. Коли священник Роман Гурко в Черничині почав заохочувати населення, щоб у разі нападу затримувати нападників та передавати їх владі, отримав за це сувору нагану від влади повіту. Внаслідок цього перестав говорити в церкві що-небудь крім казання, а і те обмежив до мінімум, зосереджуючись на молитві: «… відправляючи з людьми Молебінь та Акафіст, прошучи Бога про співчуття та милосердя над нами християнами, яких кращі християни в так культурний спосіб на християнство вирішили навернути». Деякі мешканці Менян отримали анонімові поштівки зі словами, що до кінця березня всі мешканці даної хати мають стати католиками. Описаний випадок має доповнення в рапорті поліційного відділення в Менянах, вказуючи на причини кількох переходів на католицьку віру.
З невеликими наслідками такого типу акцій весною 1939 року, здавали собі справу майже всі, кого це стосувалося. Пробощ православних з Черничина, оцінював, що не дивлячись на утиски, на перехід на католицьку віри рішилися тільки одиниці, найчастіше для того, щоб утриматися на посадах. Серед кільох тутейших родин, що залишили православ'я, одна в короткому часі повернулась. Родина Панасів (Panasów) з Черничина прийняла католицизм — бо була зацікавлена в отриманні земельної ділянки, а родина Гресів (Grzesiów) — пенсії інвалідної. В стосунку до позосталих родин з Менян та Черничина зазначено, що їх перехід на католицизм пов'язаний доконаний під впливом працівників гміни, що рівнозначно якійсь формі примусу. Свідчить про це факт, що в стосунку до трьох осіб подано, що вони перейшли з власного переконання.
Напруга викликана руйнуванням церков, зросла ще більше, коли весною 1939 року почалася акція ревіндикації душ. Пробощ православної парафії в Черничені — Роман Гурко, писав до митрополиту як проходить католицька «місія» на його терені, одночасно стверджуючи, що між вірянами обох релігій наростає сильна ворожнеча, навіть серед сусідів, що жили до цього часу в злагоді та дружбі. Священник передбачав, трагічні наслідки, цієї ситуації, якщо держава не зліквідує причина розгоряченні православного населення, яких терпіння починає добігати кінця.

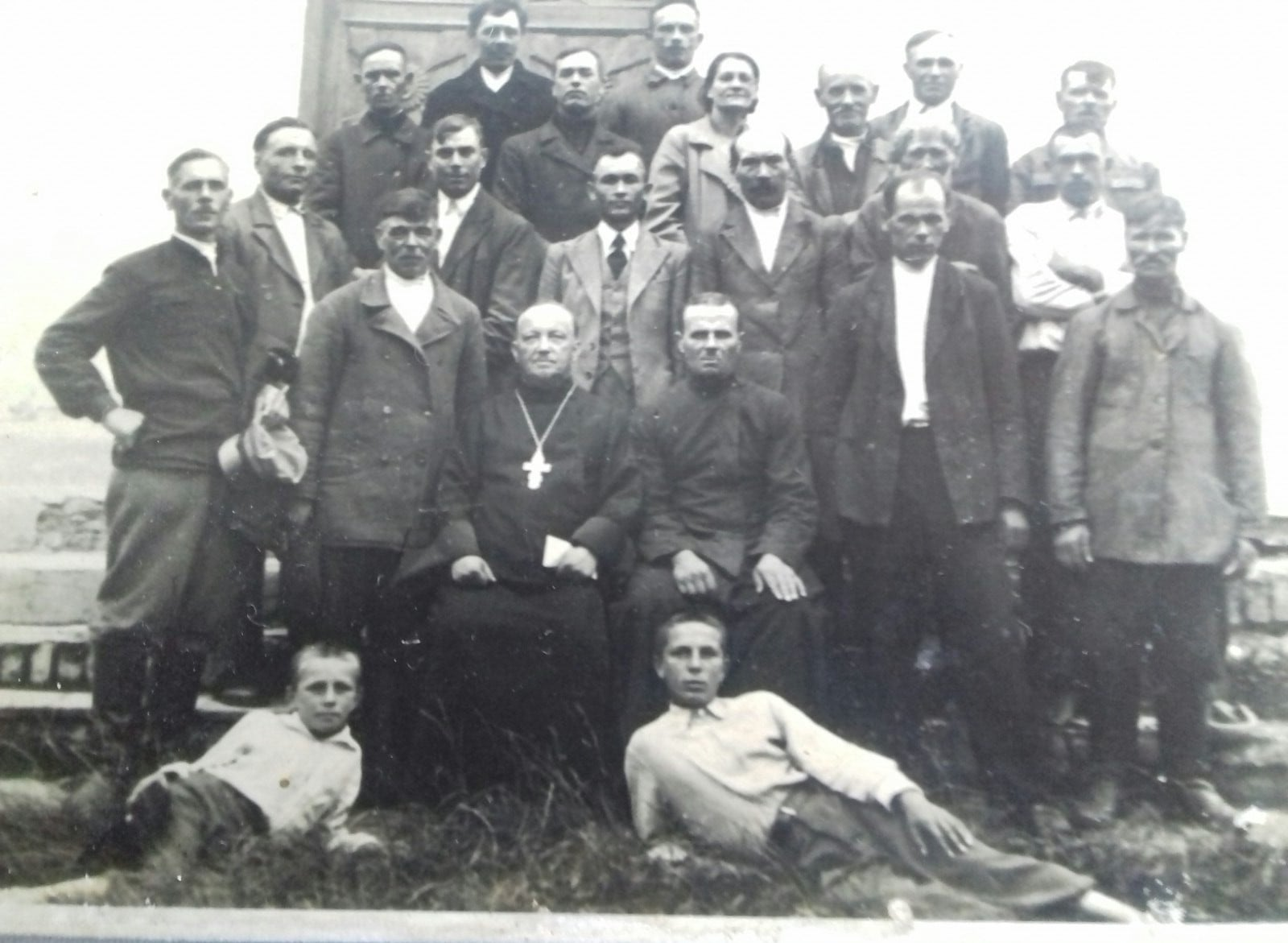
На сходах церкви в Черничині, поч. 1939 р.,о.Роман Гурко та "церковна двадцятка",1 ряд 2 з права -Антон Вашкевич,2 ряд стоїть Михайло Вашкевич,за ним стоїть дружина о.Романа Гурко

Дякуючи тому, що православна парафія в Черничині була досить чисельна, налічувала на ті часи 3014 вірних та об'єднувала віруючих з навколишніх сіл, церкву з Черничина не спіткала трагічна доля, яку вготував польський уряд іншим правосланим храмам на Холмщині, а, можливо, за підступними планами польської влади святиня з часом мала стати католицьким костелом…
В період 1940—1943 рр. повсталий Грубешівський деканат на чолі з протоієреєм Михайлом Широцьким об'єднував парафії Модринь (пол. Modryń), Монятичі, Городля, Неледів, Підгірці (пол. Podhorce), Сліпче (пол. Ślipcze), Стрижів, Теребін (пол. Terebiń), Турковичі, Шпиколоси (пол. Szpikolosy), Черничин та Грубишів.
На вимогу старости Грубешівського повіту настоятель православної парафії Василь Ляшенко від 30.10.1945 р. повідомляв староство, що на території повіту залишилися діючими церкви і православні парафії в Грубешеві, Черничині, Долгобичеві, Голуб'ї та Павловичах, а церкви та парафії у Матчі, Монятичах, Пригорілому, Тератині, Гостинному, Шиховичах (пол. Szychowice), Модрині (пол. Modryń) та Верешині припинили свою діяльність.
Передчуваючи надходження важких часів для православ'я, парафіяни Черничина зберігали церковні речі по своїх домівках, щоб зберегти частинку своєї віри перед крадіжками та в разі виселення — забрати їх з собою, туди де занесе їх доля.
Так, ще 25 лютого 1947 р. до Варшавської православної духовної консисторії направлено подання з Люблінського деканату з проханням про відновлення діяльності окремих парафій, окрім наявних у Холмі, Люблині, Грубешові, та Влодаві, яких було недостатньо для українського православного населення, що залишилося після репатріації. Відновленню пропонувалися парафії в Угруську, Голі, Гороститі Володавського повіту, Бердищі, Сичині, Боньчі Холмського повіту, Лащові, Черничині, Довгобичові, Павловичах Грубешівського повіту, та містах Томашові, Замості, Тарногороді,.
На лист № 293/53 і 294/53 стосовно справи використання православних церков і нерухомостей костелом римсько-католицький до Призидіуму Воєвудської Народної Ради Реферат Справ Визнань в Любліні — Управління в Справах Визнань, повідомляло, що без жодного порозуміння з керівництвом Автокефальної Православної Церкви в Польщі, на підставі права без господарського майна, було занято в 1949 році будинок православної церкви Всіх Святих та землю яка належала до парафії в Черничині, змінено його на католицький костел Св'ятого Івана Хрестителя.

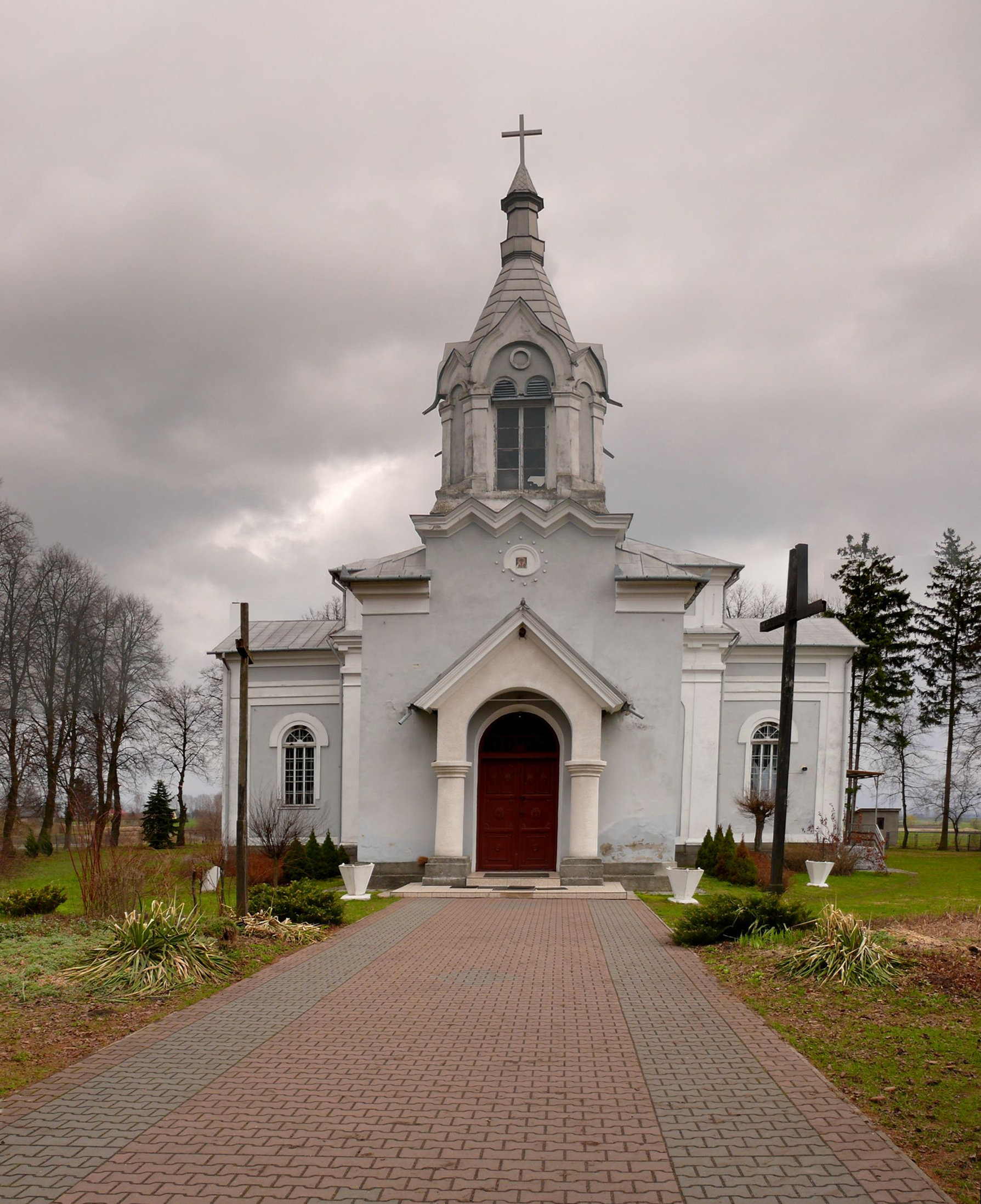
с. Черничин. Вигляд святині римокатолицької віри Св. Івана Хрестителя після ремонту.

Тепер після 1953 року костел католицький почав оформляти папери на законне використання будинку церкви в Черничині враз з поцерковним майном. Була підписана умова оренди поміж римокатолицьким костелом а Варшавською духовною консисторією (православним митрополитом варшавським.
В Черничині, всупереч досягутим раніше домовленостям, римокатолицький пробощ зробив ремонт святині без згоди з Варшавсько-Радоською єпархією. Після інтервенції Відділу в справах Визнаньових в Любліні, справу залагодили полюбовно, підписуючи нову умову оренди.
На початку 1957 року було підписано умову продажі православної святині Всіх Святих католицькій парафії, про що світчить запис в іпотечній книзі. Натомість старе православне кладовище приділили до православної парафії в Грубешові.
В 1957 році зроблено ремонт елевації та змінено вигляд типових для архітектури візантийсько-російської веж святині. Щодо настінного розпису церкви, то фактично всі ікони після перейняття церкви римо-католиками і перероблення її на костел були замальовані. Вежа з 3 дзвонами, посвяченими в 1962 році, знаходиться на фронтоні святині (під час відступу російських військ в 1915 роців за наказом військового відомства було знято та вивезено з Холмщини до Росії 161 церковний дзвін, в тому числі і з церкви в Черничині). Захристя перероблено з презбітерій в 1957. На місці іконостасу сьогодні стоїть вівтар, який колись стояв при східній частині святині, доля черничинського іконостасу досі не відома. З церковного майна святині в Черничині на сьогоднішній день збереглося старе розп'яття, ще з часів коли святиня була греко-католицького обряду та велика ікона Увінчання Марії Богом Отцем і Ісуса Христуса.
До церкви привезли в 1957 році музичні рококові девятиголосні органи (ІІ пол. XVII ст.) з костела в Терещанах (пол. Trzeszczany) і помістили на хорах. Оскільки місця там було замало, потрібно було поширити та зміцнити хори. В 1969 році проведено ремонт фасаду святині (вирівняно стовпи, що знаходяться перед входом до церкви).

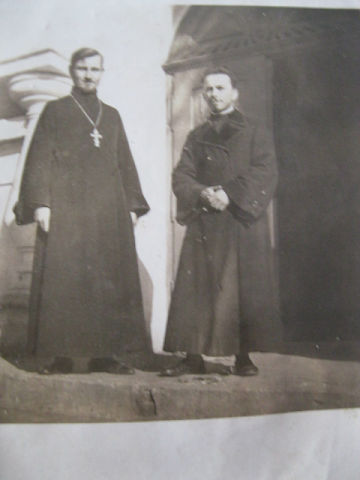
Православні священники на ґанку церкви в Черничині, 30-ті роки ХХ ст.

При черговому ремонті інтерьєру святині в 1976 році — 12 Апостолів та 4 Евангелістів було відслонено. Залишили також образ Бога Отця у святині, а також два образи на склепінню бокових каплиць і в притворі. За переказами старих мешканців Черничина, коли святиня, ще була православною, серед намальованих Апостолів був Юда Іскаріот, але потім його перемалювали на Апостола Якова Молодшого.

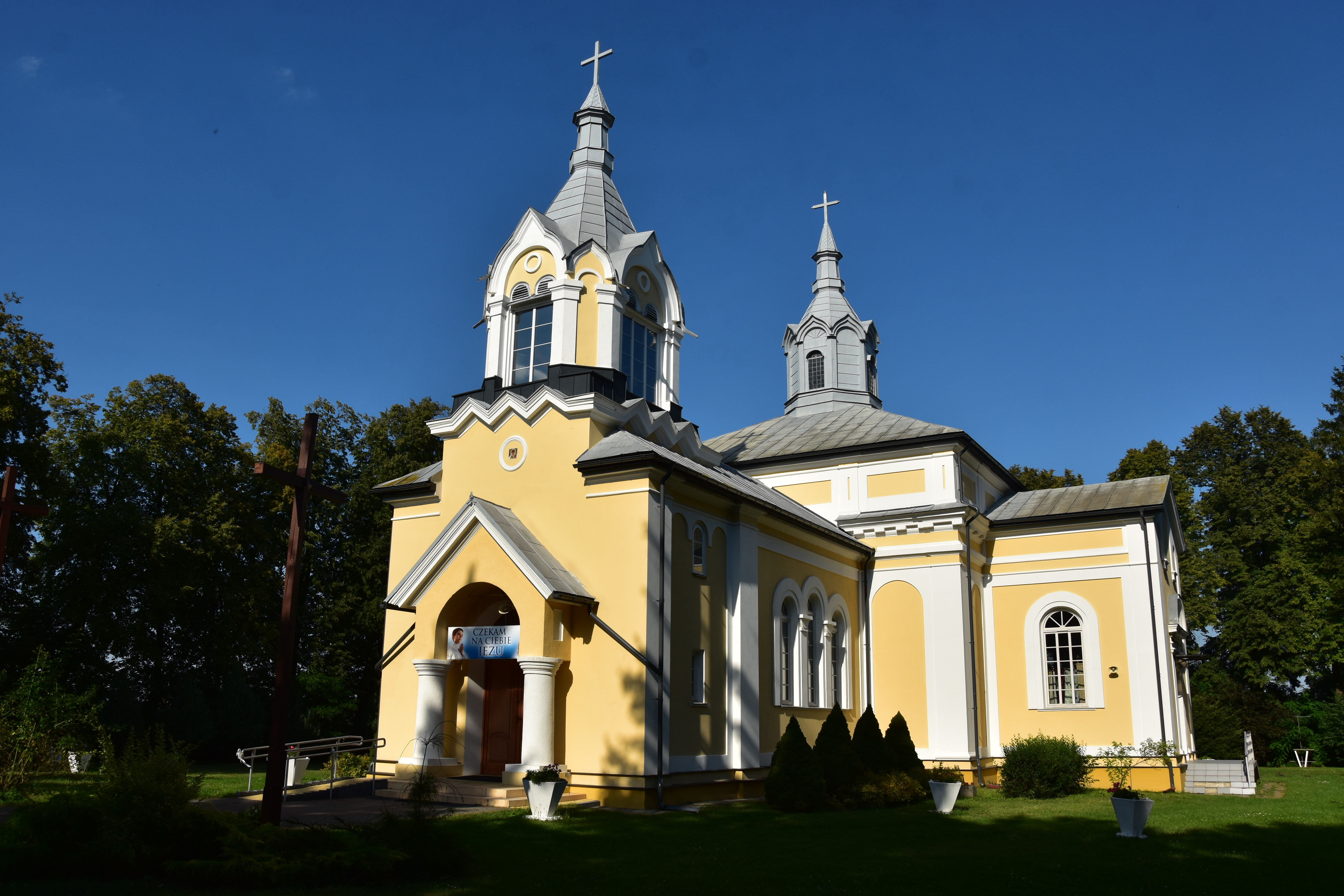
Колишня церква Всіх Святих у Черничині. Фото 2020 р.

Мотивів рослинних не відновили, бо були в поганому стані і їх відновлення було би досить коштовне — тому знову замалювали. Ґрунтовний внутрішній ремонт святині пройшов у 2007 році: заміна дерев'яної підлоги на бетонну, зліквідовано бетонний постумент в центрі захристії в православній святині, а також місце, де колись був вівтар, ліквідовано крипту під притвором, а також півничку під захристя.
Під час проведення ремонту знайшли стару дерев'яну ікону (частково написану, частково у формі барельєфу), яка пролежала 50 років у комірчині біля ґанку церкви. Після віднайдення, ікону повісили на церковних хорах.
Під час цього ремонту, було віднайдено вхід до крипти під ґанком.
Збериглоися в церкві з часів греко-католицького обряду: рококовий феретрон Святого Миколи Чудотворця та Святого Івана Хрестителя, а також вівтар з зображенням Святого Івана Хрестителя, який є в дуже поганому стані, нікому не потрубний тліє на дзвіниця.
Всі настінні образи були відновленні, мотиви рослинні, як і елементи поліхромії не відновлювали, а замалювали. Також замалювали 8 образів під куполом святині, тому що вони були в дуже поганому стані. Натомість не замалювали тим разом постатті св. Кирила та Мефодія, які понад півстоліття були замальовані і дякуючи тому чудово збереглися.
Нова плебаня для римо-католиського священика була збудована в 1959 році.

## Галерея

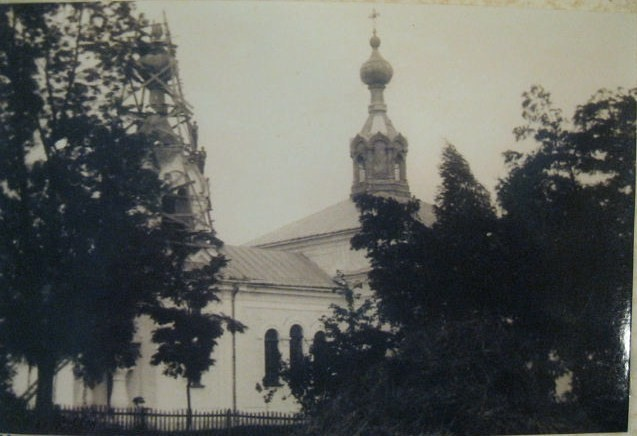
с.Черничин. Церква Всіх Св'ятих з 1870р. 30-ті р. ХХ ст.
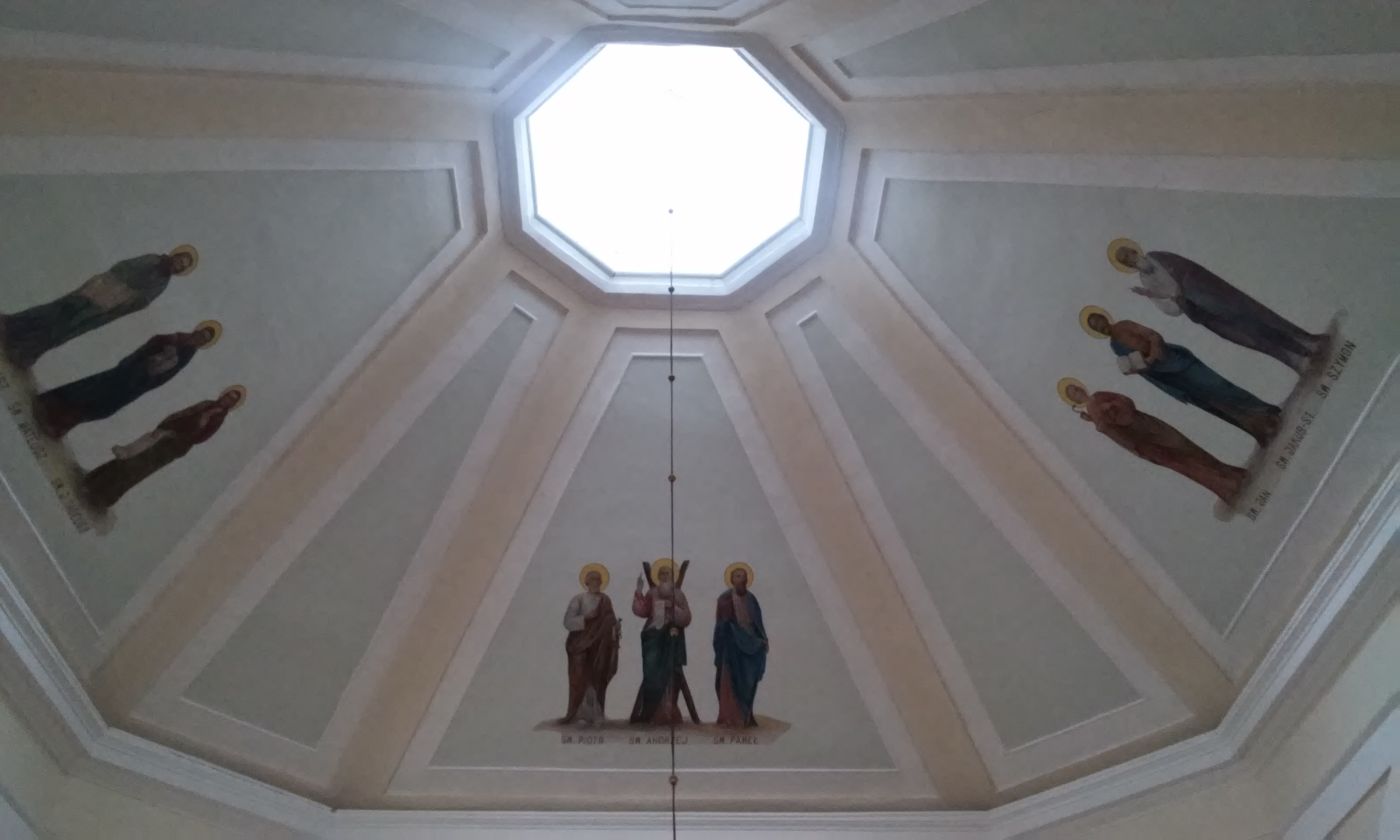
Відслонені апостоли Черничина. Святиня після ремонту 2007р.
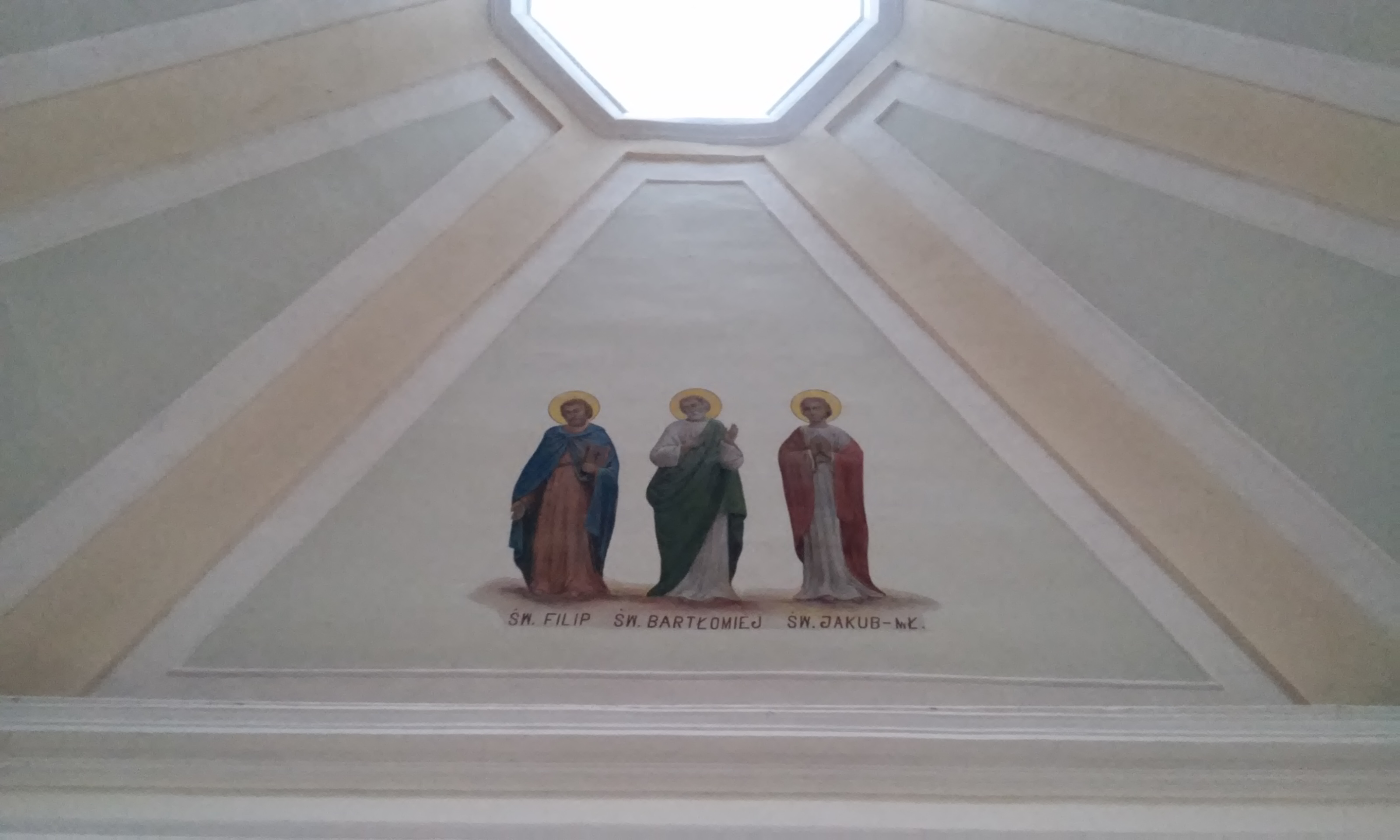
Відслонені апостоли Черничина.2007р.
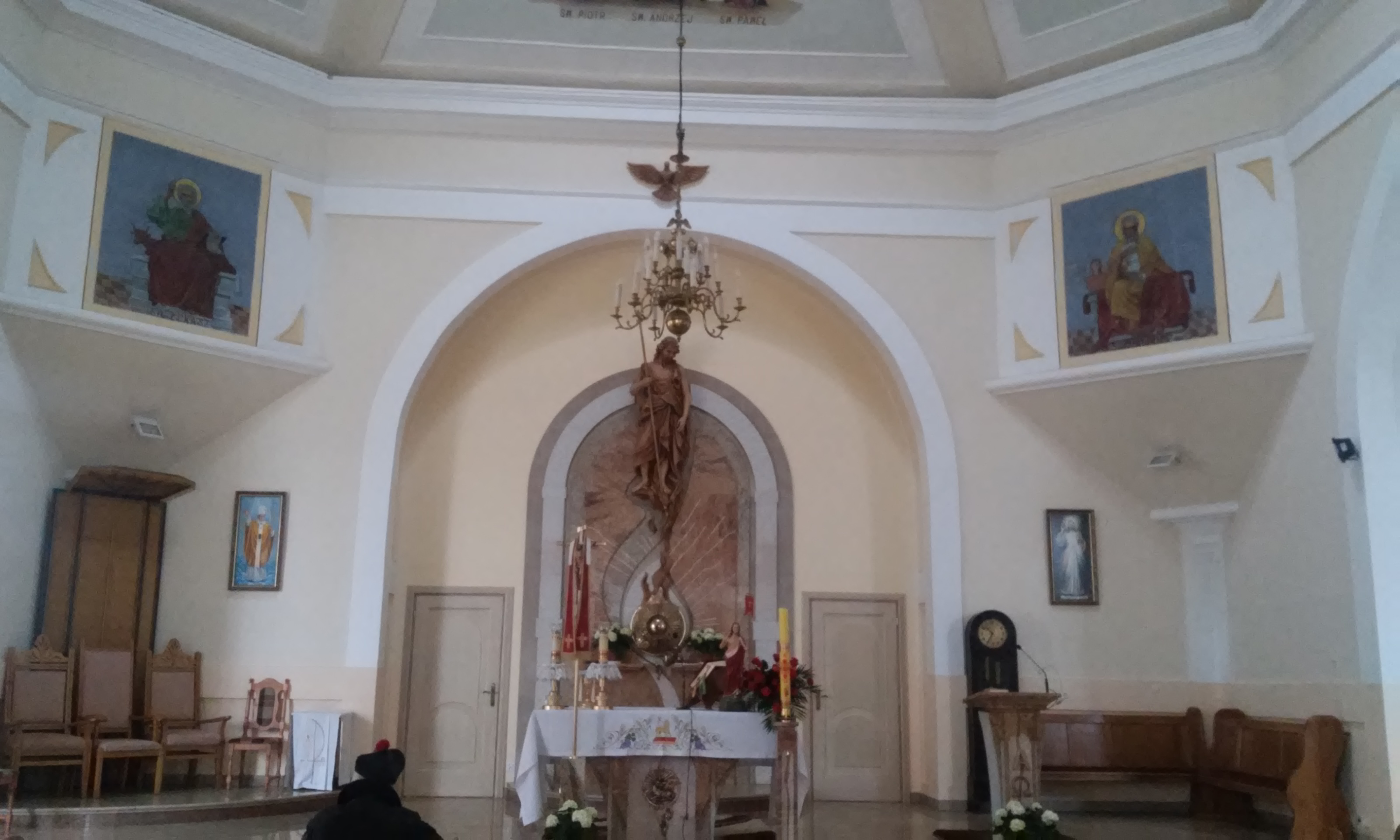
Колись була церква, а тепер костел.Черничин.2007р.
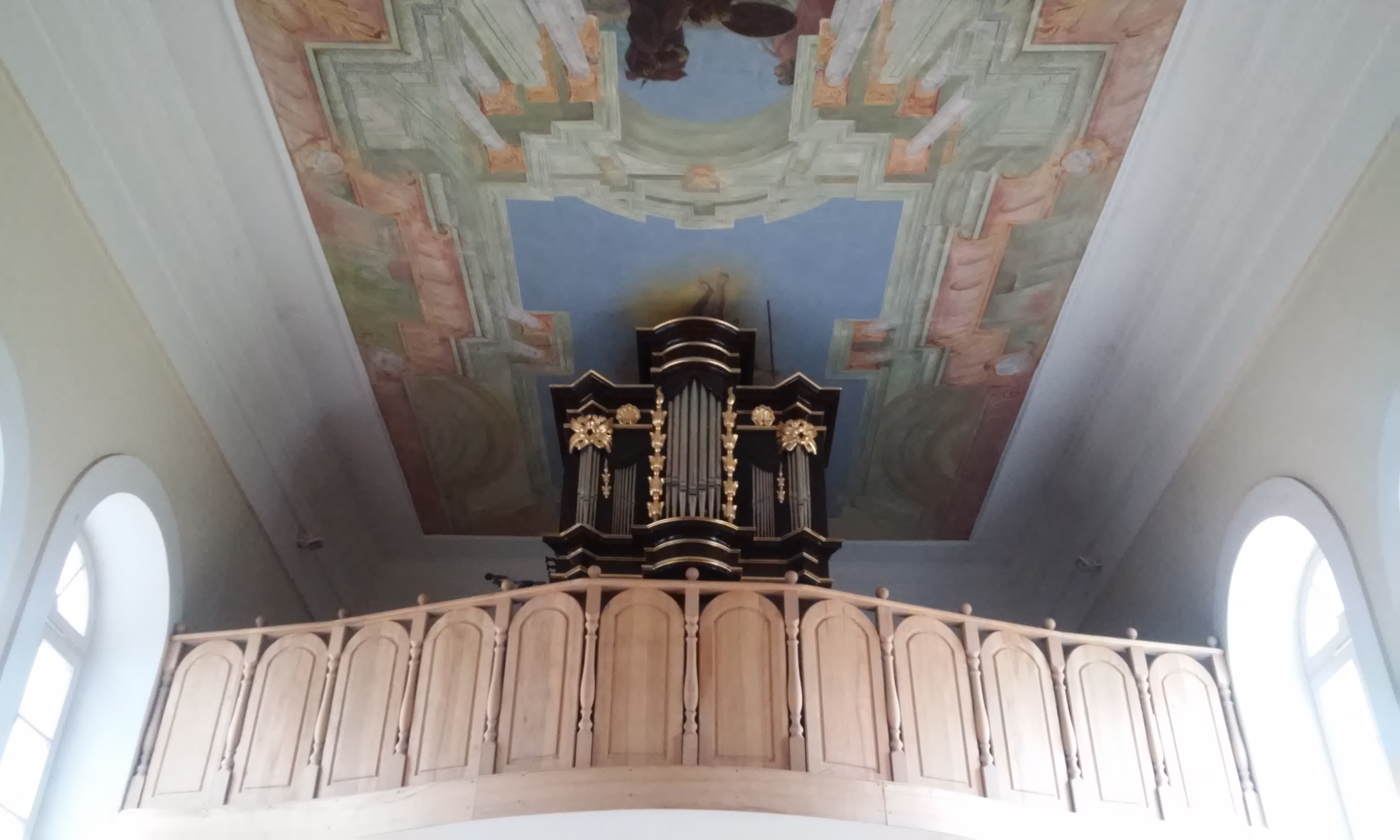
Органи в святині.Черничин.2007р.
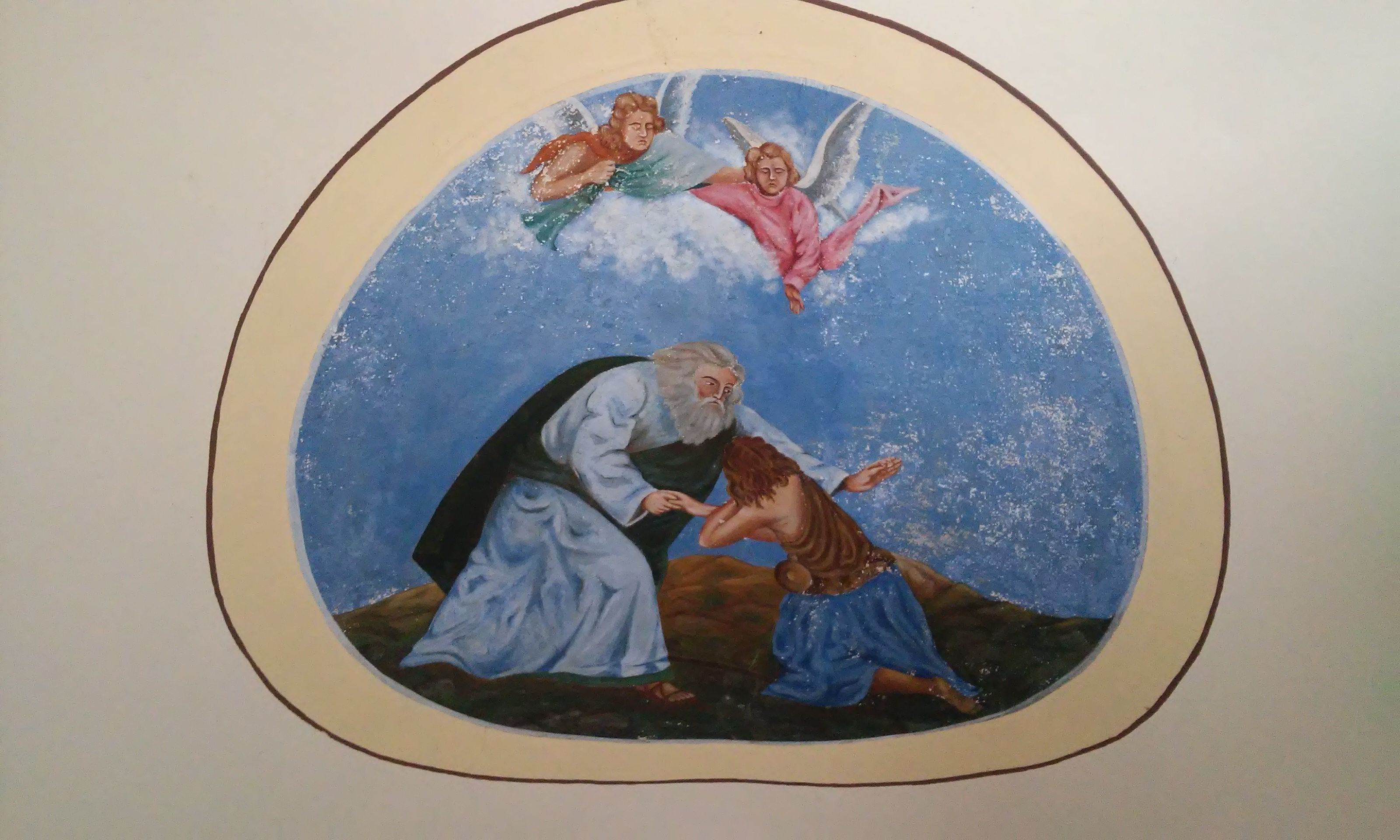
Черничин. Фреск Син марнотравний.2207 р.
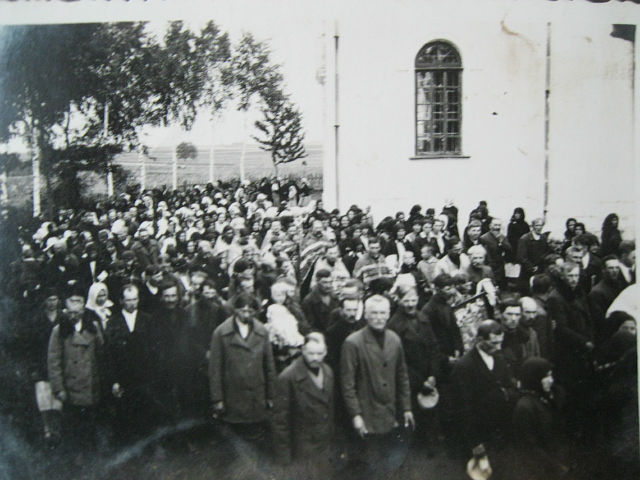
Черничин. Друга пол. 30-х ХХ ст. Хресна хода навколо церкви.
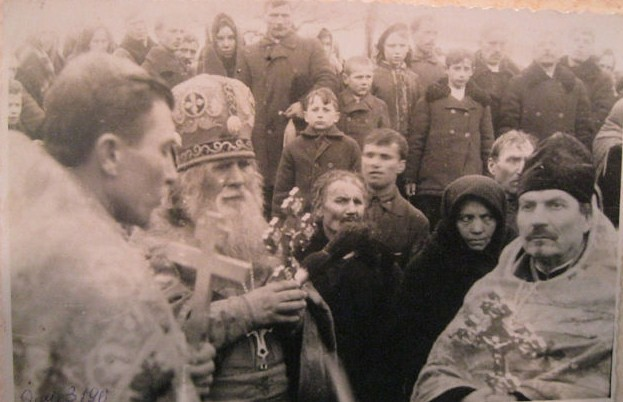
Черничин. Священник І. Сегеда на церковному святі. Друга пол. 30-х XX ст.
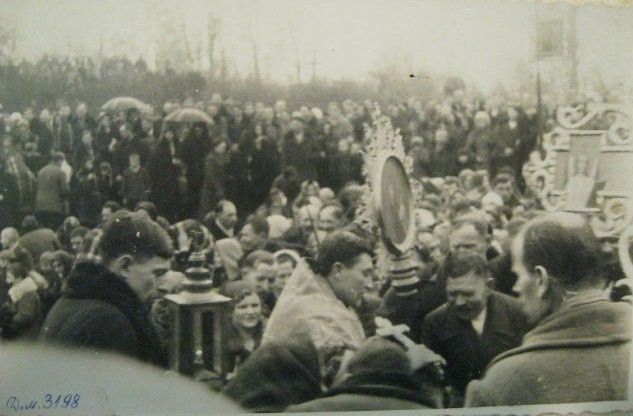
Черничин. Священник І. Сегеда. Процесія з дарами. Друга пол. 30-х XX ст.